# البطولات الفرنسية 1964 (كرة مضرب)
قائمة بطولات دورة رولان غاروس الدولية لعام 1964 (المعروفة الآن بدورة رولان غاروس):

## الكبار

### فردي رجال
مانويل سانتانا هزم  نيكولا بايترانجيلي، النتيجة: 6-3 6-1 4-6 7-5

### فردي سيدات
مارغريت سميث كورت هزمت  ماريا إيستير بوينو، النتيجة: 5-7 6-1 6-2